# Митрофаненко Юрій Станіславович
Митрофаненко Юрій Станіславович (12 липня 1977, Кіровоград) — український історик , доктор історичних наук, краєзнавець, екскурсовод, волонтер, громадський діяч, член топонімічної комісії міської ради міста Кропивницького.

## Біографія
1994—1999 — студент історичного факультету Центральноукраїнського державного педагогічного університету імені Володимира Винниченка.
Протягом 1997—1998 виступав у складі футбольної команди «Зірка-2» (Кіровоград). Брав участь у чемпіонаті  України серед команд другої ліги та Кубку України з футболу.
Протягом 1999—2015 років працював у комунальному закладі «Первозванівське навчально-виховне об'єднання „Загальноосвітня школа І-ІІІ ступенів дошкільний навчальний заклад“» Первозванівської сільської ради Кіровоградського району Кіровоградської області на посаді вчителя історії та правознавства.
2012 — по теперішній час — старший викладач кафедри теорії і методики середньої освіти комунального закладу «Кіровоградський обласний інститут післядипломної педагогічної освіти імені Василя Сухомлинського».

## Громадська діяльність

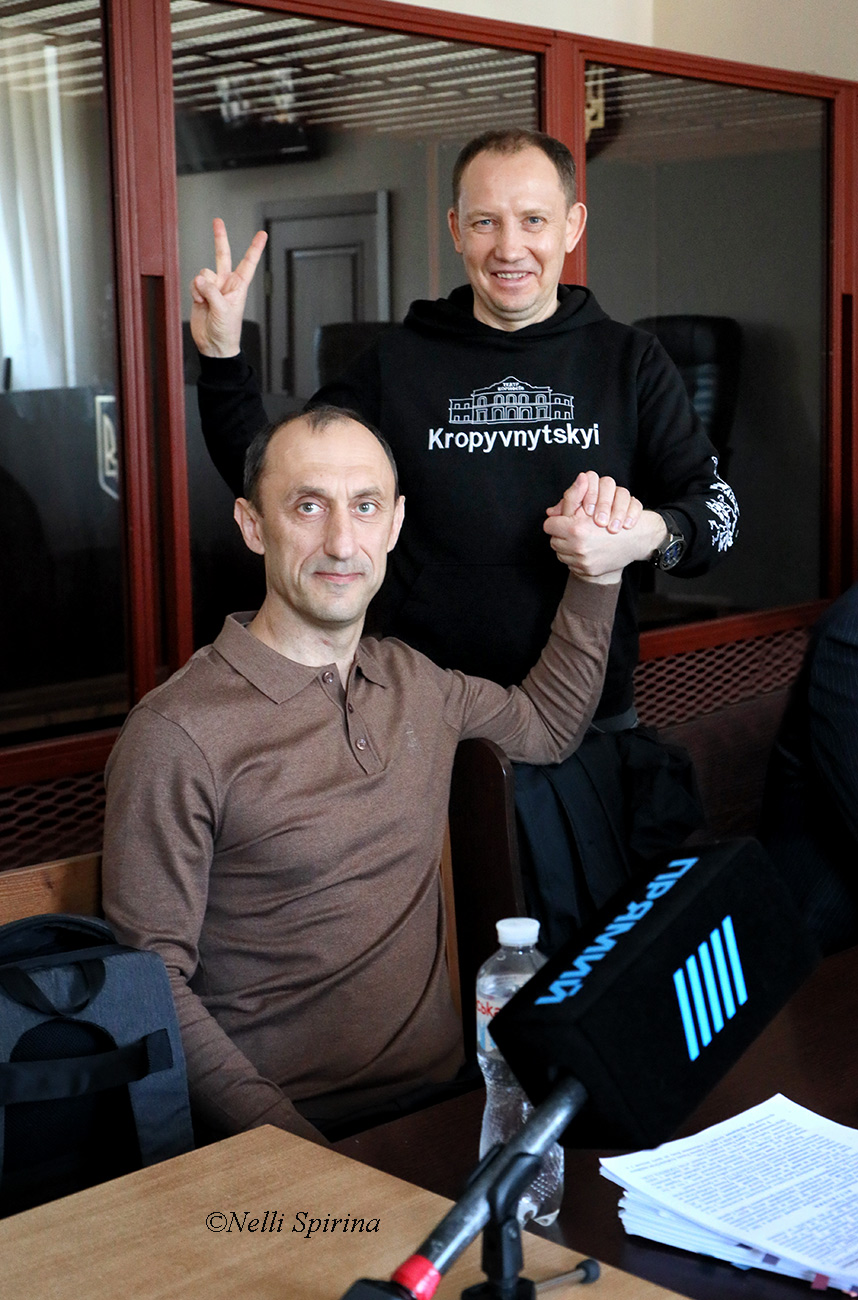
Роман Червінський та Юрій Митрофаненко на засіданні Печерського суду по справі
Романа Червінського. 14.04.2025.

Входить до групи активістів, прихильників декомунізації, яка брала активну участь у перейменуванні міста на Кропивницький та перейменуванні Кіровоградської міської ради. Ініціатор встановлення пам'ятників та пам'ятників знаків, які стосуються подій Української революції 1917—1921 рр.
Бере активну участь у популяризації подій історії України та рідного краю, зробив вагомий внесок у поширення інформації про події Української революції 1917—1921 рр.: вшанування пам'яті Юрія Горліса-Горського, Миколи Скляра (Чорного Ворона), Українських Січових Стрільців, Костя Пестушка. Автор книги «Українська отаманщина 1918—1919 рр. [Архівовано 28 січня 2021 у Wayback Machine.]», член авторського колективу книг «Кіровоградщина. Історія рідного краю [Архівовано 28 жовтня 2020 у Wayback Machine.]», «Війна з державою чи за державу? Селянський повстанський рух в Україні 1917—1921 років», «Таємниці „Байгорода“ Юрія Яновського», «Історія сіл Кіровоградського району», «Роки боротьби на Єлисаветчині 1917—1922».
З 2010 року Митрофаненко Ю. С. бере участь в інформаційно-просвітницьких радіо- та телепередачах, присвячених історії України та рідного краю, був науковим консультантом фільму «Холодний Яр. Воля України або смерть!»
В 2018 році Ю. С. Митрофаненко став одним з організаторів фестивалю «Галичина-Подніпров'я. Відновлення національних зв'язків», залучався до організації мистецького фестивалю «Кропивницький».
Підтримує полковника Романа Червінського в судах[джерело?].

## Основні роботи
- Воля України або смерть! Повстанці Холодного Яру. К.: Віхола, 2025. 232 с.
- Сифіліс російського шовінізму. Історична есеїстика про боротьбу українців із російською окупацією". Кропивницький: Імекс-ЛТД, 2023.
- Книга «Українська отаманщина 1918—1919 років», видавництво «Імекс-ЛТД», 2015 р.[15][16][17][18] Наклад: 1-е видання — 500 екземплярів, 2-е — 200, 3-е — 3 300.
- Книга Історія сіл Кіровоградського району (розділи «Вступ», «Поява Кіровоградського району як окремої адміністративної одиниці», «Первозванівка», видавництво «Імекс-ЛТД», 2017 р.[19]
- Отаманщина 1918—1919 рр. Війна з державою чи за державу? Селянський повстанський рух в Україні 1917—1921 рр.? / За ред. В. М. Лободаєва. Х.: Фоліо, 2017. С. 100—148 с.
- Український повстанський рух. За Україну, її долю, за честь і волю, за народ! Фотолітопис до 100-річчя Української національної революції 1917—1921 рр. / за ред. С. Кубіва. К: Видавничий Дім «Ін Юре», 2017. С. 197—232.
- Роки боротьби на Єлисаветчині 1917—1922 . Український погляд. Кн. 1. 1917—1918 рр. Початок революційної стихії / за ред. Ю. Митрофаненка. Кропивницький. Імекс-ЛТД. 2018. 212 с.
- Єлисаветградське народне повстання 1918 р. Таємниці Байгорода Юрія Яновського / за ред. Б. Стасюка. Кропивницький: Імекс-ЛТД, 2018. 202 c.
- Роки боротьби на Єлисаветчині 1917—1922 . Український погляд. Кн. 2. 1919 рік.  У вирі революцій / за ред. Ю. Митрофаненка. Кропивницький: Імекс-ЛТД, 2019. 184 с.

## Публікації
1. Ю. Митрофаненко М. Григор'єв — уособлення слави чи трагедії отаманщини? Наукові записки ІПІЕНД. 2004. Вип. 26. С. 51 — 61.
2. Ю. Митрофаненко Н. Махно та М. Никифорова: порівняльний аналіз. Наукові записки ІПІЕНД. 2005. Вип. 28. С. 135—154.
3. Ю. Митрофаненко «Народне повстання» 1918 р. в Єлисаветграді.  Наукові записки ІПІЕНД імені І. Ф. Кураса НАН України. 2006. Вип. 32. С. 95 — 125.
4. Ю. Митрофаненко Фрагменти життя єврейської громади м. Єлисаветграда в епоху революцій (1917—1919 рр.). Зб. доповідей науково-практичної конференції «Національні культури в процесі формування української нації».2006. С. 162—180.
5. Ю. Митрофаненко Д. І. Яворницький та отамани Ю. Божко і Н. Махно  Наддніпрянська Україна: зб. наук. праць. 2007. Вип. V. С. 113—118.
6. Ю. Митрофаненко, Т. Цимлякова Роман Самокишин (Самокиш) у революційних подіях 1918—1919 рр. на Катеринославщині. Придніпров'я: історико-краєзнавчі дослідження. 2007. Вип. 4. С. 53 — 63.
7. Ю. Митрофаненко, Т. Цимлякова До портрета отамана Ю. Божка. Вісник Дніпропетровського університету. Серія: Історія та археологія. 2008. Т. 16. С. 57 — 63.
8. Ю. Митрофаненко «Вільне місто»: теорія та практика махновського самоврядування в Катеринославі (листопад 1919 р.)". Придніпров'я: історико-краєзнавчі дослідження. 2009. Вип. 7. С. 62 — 67.
9. Ю. Митрофаненко, Т. Цимлякова Військово-політична ситуація в Катеринославі в січні 1919 р.  Придніпров'я: історико-краєзнавчі дослідження. 2010. Вип. 8. С. 271—281.
10. Ю. Митрофаненко Отаманщина як історичне явище: погляди Д. І. Яворницького та сучасні рефлексії. Наддніпрянська Україна: історичні процеси, події, постаті. Зб. наук. праць. 2010. Вип. 8. С. 167—177.
11. Ю. Митрофаненко Отаманщина на Правобережній Україні як історичне явище / Записки осередку Наукового товариства імені Тараса Шевченка в Дніпропетровську. 2011. С. 87 — 93.
12. Ю. Митрофаненко Отаманщина як історичне явище: погляд Володимира Винниченка та Симона Петлюри. Наукові записки. Серія: Історичні науки Кіровоградського державного педагогічного університету імені В. Винниченка. 2011. Вип. 14. С. 94 — 100.
13. Ю. Митрофаненко, Т. Цимлякова Військове формування «Запорізька Січ» Юхима Божка в подіях Української революції 1919 р. Воєнна історія Наддніпрянщини та Донщини. Матеріали Всеукраїнської наукової військово-історичної конференції. 2011. С. 309—314.
14. Ю. Митрофаненко Справа отамана Волинця. Наддніпрянська Україна: зб. наук. праць. 2011. Вип. ІХ. С. 206—214.
15. Ю. Митрофаненко Отаманщина на шпальтах української преси 1919 р. Придніпров'я: історико-краєзнавчі дослідження. 2011. Вип. 9. С. 182—186.
16. Ю. Митрофаненко, Т. Цимлякова Полк Січових Стрільців «Вільного козацтва» Романа Самокиша в Українській революції на Катеринославщині 1918—1919 рр.  Придніпров'я: історико-краєзнавчі дослідження. 2011. Вип. 9. С. 175—182.
17. Ю. Митрофаненко Духовно-культурні цінності у світогляді та діяльності отаманів революційного періоду 1917 — 1920-х рр. Наддніпрянська Україна: історичні процеси, події, постаті. Зб. наук. праць. 2012. Вип. 10. С. 253—259.
18. Ю. Митрофаненко Канізьке повстання 1918 р. (спроба реконструкції події за спогадами учасників). Наукові записки. Серія: Історичні науки Кіровоградського державного педагогічного університету імені В. Винниченка. 2012. Вип. 16. С. 122—126.
19. Ю. Митрофаненко Український антибільшовицький рух на Кіровоградщині 1918 — 1940- і рр. Український визвольний рух. 2013.  № 18. С. 84 — 97
20. Ю. Митрофаненко Політична боротьба в УНР у 1918—1919 рр. та поширення отаманщини Зб. наук. праць «Проблеми політичної історії України». 2013. Вип. 8. С. 152—158.
21. Ю. Митрофаненко Селянські рухи революційного періоду 1917 — 1920-х рр.. на теренах сучасної Кіровоградщини. Наукові записки. Серія: Історичні науки Кіровоградського державного педагогічного університету імені В. Винниченка. 2013. Вип. 18. С. 220—226.
22. Ю. Митрофаненко Феномен «множинної суверенності» революційної доби 1917 — 1920-х рр. у контексті процесів національного державотворення. Наддніпрянська Україна: зб. наук. праць. 2014. Вип. ХІІ. С. 113—123.
23. Ю. Митрофаненко Урбаністичні легенди Кіровограда і наукове пізнання. Педагогічний вісник. 2014. № 1 — 2. С. 3 –5.
24. Ю. Митрофаненко Життєві та творчі зв'язки Д. І. Яворницького з Єлисаветградщиною. Наддніпрянська Україна: зб. наук. праць. 2015. Вип. ХІІІ. С. 43 — 53.
25. Ю. Митрофаненко Фортеця св. Єлисавети в історії українського козацтва. Перейменувальні процеси в топоніміці як ціннісний вибір українського суспільства: Матеріали Всеукраїнської науково-практичної конференції. 2015.С. 37 — 41.
26. Ю. Митрофаненко Холодний Яр в історії Української революції 1917 — 1920-х рр.: історіографічна традиція та сучасні інновації осмислення. Український визвольний рух.  2016.  № 21. С. 81 — 117
27. Ю. Митрофаненко «Козацькі проекти» на Катеринославщині в добу Української революції 1917—1919 рр. Українське козацтво в етнокультурному просторі Наддніпрянщини. 2016. С. 15 — 27.
28. Ю. Митрофаненко З приводу рецензії Д. В. Архірейського на книгу Ю. Митрофаненка «Українська отаманщина 1918—1919 рр.». Придніпров'я: історико-краєзнавчі дослідження. 2016. Вип. 14. С. 126—140.
29. Ю. Митрофаненко Військова діяльність Андрія Гулого-Гуленка в революційних подіях 1918—1919 рр. на Катеринославщині Придніпров'я: історико-краєзнавчі дослідження. 2016. Вип. 14. С. 126—140.
30. Ю. Митрофаненко Образ Тараса Шевченка в процесах Української революції 1917 — 1920-х рр. Педагогічний вісник. 2016. № 1 — 2. С. 33 — 38.
31. Ю. Митрофаненко Рецензія на книгу Турченка Ф. Г. Україна — повернення історії: ґенеза сучасного підручника. Наукові праці історичного факультету Запорізького національного університету. Вип. 46. 2017. С. 399—401.
32. Ю. Митрофаненко Події Української революції 1917—1921 рр. у творчості Юрія Яновського: інновації осмислення. Наукові записки Центральноукраїнського державного педагогічного університету імені Винниченка. Серія: Філологічні науки, 2017. Вип. 158. С. 141—151.
33. Ю. Митрофаненко Василь Боженко: трагедія «червоного отамана». URL: https://www.istpravda.com.ua/articles/2018/03/16/152209/ (дата звернення 16.03. 2018)
34. Ю. Митрофаненко Єлисаветградські рятівники під час єврейського погрому в травні 1919 р. Між Бугом і Дніпром. Науково-краєзнавчий вісник Центральної України. Вип. Х. 2018. С. 267—272.
35. Ю. Митрофаненко Український повстанський рух 1917—1921 рр. на теренах Чорнолісся верхів'їв Інгульця. Чорнолісся верхів'їв Інгульця: цінність, проблеми, перспективи: матеріали круглого столу (1 березня 2018 року, м. Кропивницький). 2018. С. 55 — 58.
36. Ю. Митрофаненко Василь Сухомлинський — шістдесятник? Роздуми над статтею А. Б. Іванка про еволюцію суспільно-політичних поглядів педагога. Педагогічний вісник. 2018. № 1– 2. С. 39 — 42.

## Книги в підготовці яких брав участь як автор або співавтор
- Українська отаманщина 1918—1919 рр. : науково-популярне видання. Кропивницький. Імекс-ЛТД. 2016.  240 с.
- Горбунов О, Кирилюк О. Операція «декомунізація» / наук. ред. Ю. Митрофаненко. Кропивницький, 2016. 158 с.
- Історія сіл Кіровоградського району / за ред. Ю. Митрофаненка. Кропивницький: Імекс-ЛТД,  2017. 196 с.
- Отаманщина 1918—1919 рр. Війна з державою чи за державу? Селянський повстанський рух в Україні 1917—1921 рр.? / За ред. В. М. Лободаєва. Х.: Фоліо, 2017. С. 100—148 с.
- Український повстанський рух. За Україну, її долю, за честь і волю, за народ! Фотолітопис до 100-річчя Української національної революції 1917—1921 рр. / за ред. С. Кубіва. К: Видавничий Дім «Ін Юре», 2017. С. 197—232.
- Роки боротьби на Єлисаветчині 1917—1922 . Український погляд. Кн. 1. 1917—1918 рр. Початок революційної стихії / за ред. Ю. Митрофаненка. Кропивницький. Імекс-ЛТД. 2018. 212 с.
- Ю. Митрофаненко Єлисаветградське народне повстання 1918 р. Таємниці Байгорода Юрія Яновського / за ред. Б. Стасюка. Кропивницький: Імекс-ЛТД, 2018. 202 c.
- Роки боротьби на Єлисаветчині 1917—1922 . Український погляд. Кн. 2. 1919 рік.  У вирі революцій / за ред. Ю. Митрофаненка. Кропивницький: Імекс-ЛТД, 2019. 184 с.
- Сифіліс російського шовінізму. Історична есеїстика про боротьбу українців із російською окупацією. Кропивницький: Імекс-ЛТД, 2023.

## Нагороди
- 2016 — Відзнака Президента України — Ювілейна медаль «25 років незалежності України» (Указ Президента України № 336/2016 від 19 серпня 2016 року) — за значні особисті заслуги у становленні незалежної України, утвердженні її суверенітету та зміцненні міжнародного авторитету, вагомий внесок у державне будівництво, соціально-економічний, культурно-освітній розвиток, активну громадсько-політичну діяльність, сумлінне та бездоганне служіння Українському народу.[20]
- 2017 — лауреат обласної краєзнавчої премії імені Володимира Ястребова в номінації «Наукові дослідження з історії та етнографії краю».[21]
- 2017  — нагороджено Почесною грамотою Верховної Ради України (2017 р.) — за заслуги перед українським народом.[22]
- 2019  — Подяка Управління освіти, науки, молоді та спорту Кіровоградської облдержадміністрації, (2019 р.) — за участь в обласному патріотичному вишколі «ШЛЯХАМИ ПЕРЕМОГИ».
- 2019  — Подяка Міністерства освіти і науки України, (2019 р.) — за сприяння розвитку позашкільної освіти та вагомий особистий внесок в організацію та проведення Всеукраїнського семінару-практикуму директорів обласних та Київського міського центрів туризму і краєзнавства учнівської молоді, станцій юних туристів.[23]